# Augusts Kirhenšteins
Augusts Kirhenšteins (Mazsalaca, 18 september 1872 - Riga, 3 november 1963) was een Lets politicus en bioloog. 
Nadat Letland op 17 juni 1940 was bezet door de Sovjet-Unie werd Kirhensteins op 20 juni minister-president van Letland. Tussen 11 en 15 juli 1940 werden er verkiezingen gehouden voor het "volksparlement" van Letland. Dit waren gemanipuleerde verkiezingen omdat de mensen slechts mochten kiezen uit een door de Sovjet-Unie goedgekeurde lijst van het Volksblok van de Werkers (LDTB). Op 21 juli 1940 werd Kirhenšteins president van Letland. Het nieuwe volksparlement en de "volksregering"  verzochten Stalin om Letland onder de naam Letse Socialistische Sovjetrepubliek op te nemen in de Sovjet-Unie. Op 5 augustus 1940 werd Letland deel van de Unie van Socialistische Sovjetrepublieken (USSR).
Kirhenšteins werd lid van de Letse Communistische Partij (LKP) en werd op 25 augustus 1940 tot Voorzitter van het Presidium van de Opperste Sovjet gekozen en werd daarmee de facto staatshoofd van de Letse SSR. Hij bezat geen werkelijke macht. Op 11 april 1952 trad Kirhenšteins af.
- Gemeinsame Normdatei: 128823976
- International Standard Name Identifier: 0000 0000 2623 1641
- Library of Congress Control Number: n83007020
- Nationale Bibliotheek van Letland: 000047846
- Nederlandse Thesaurus van Auteursnamen: 154935654
- Virtual International Authority File: 15832497
- WorldCat: E39PBJxRxVVgw3WFKwkk7mWdQq